# Жагуаран
Жагуаран (порт. Jaguarão) — муниципалитет в Бразилии, входит в штат Риу-Гранди-ду-Сул. Составная часть мезорегиона Юго-восток штата Риу-Гранди-ду-Сул. Входит в экономико-статистический микрорегион Жагуаран. Население составляет 31 821 человек на 2006 год. Занимает площадь 2054,390 км². Плотность населения — 15,5 чел./км².

## История
Город основан 22 мая 1833 года.
9 августа 1867 года в Жагуаране, в семье богатого немецкого эмигранта Рудольфа Линдеманна (1834—1889), который эмигрировал в Новый Свет в 1850-х годах, родился Хуго Линдеман — будущий депутат германского рейхстага.

## Статистика
- Валовой внутренний продукт на 2003 составляет 203 429 594,00 реала (данные: Бразильский институт географии и статистики).
- Валовой внутренний продукт на душу населения на 2003 составляет 6556,11 реала (данные: Бразильский институт географии и статистики).
- Индекс развития человеческого потенциала на 2000 составляет 0,764 (данные: Программа развития ООН).

## География
Климат местности: субтропический. В соответствии с классификацией Кёппена, климат относится к категории Cfa.
Расположен на берегах реки Жагуаран.